# التدخين في أوروغواي
أصبح التدخين في الأوروغواي في الأماكن العامة المغلقة غير قانوني في 1 مارس 2006. في ذلك التاريخ، بدأت الحانات والمطاعم والمكاتب التي يُضبط فيها الأشخاص وهم يدخنون تواجه غرامات تزيد عن 1100 دولار أو السجن لمدة ثلاثة أيام. كانت أوروغواي أول دولة في أمريكا اللاتينية تحظر التدخين في الأماكن العامة المغلقة.
وتقدر الجماعات المناهضة للتدخين أن ما يصل إلى ثلث سكان أوروغواي البالغ عددهم 3.4 مليون نسمة يدخنون. استشهد رئيس أوروغواي تاباري فازكيز، طبيب الأورام، بتقارير تشير إلى وفاة حوالي سبعة أشخاص كل يوم في أوروغواي لأسباب مرتبطة بالتدخين بما في ذلك سرطان الرئة وانتفاخ الرئة وأمراض أخرى.
وللمساعدة في الترويج للخطة، أطلق الرئيس فاسكويز حملة بعنوان "مليون شكر", وهي إشارة إلى عدد المدخنين في أوروغواي. وحتى الآن، يبدو أن الحملة نجحت في استمالة هؤلاء الأشخاص، حيث أظهر استطلاع للرأي أجرته وزارة الصحة العامة أن ما يقرب من 70% من المدخنين في البلاد يؤيدون هذا التشريع.
وكان الرئيس هو الدافع وراء الإجراء الذي أصدرته الحكومة، والذي يعد من بين الإجراءات الأكثر صرامة في العالم ويشبه الحظر المعمول به بالفعل في أيرلندا والسويد والنرويج.

## تاريخ
تاريخ شركات التبغ في أوروغواي يبدأ بتأسيس شركة شركة التبغ الصناعية مونتي باز S.A., التي تأسست في عام 1880. تمثل العلامات التجارية: نيفادا وكورونادو وكاليفورنيا، من بين آخرين. في عام 1945 ظهرت الشركة أبال هيرمانوس S.A. كممثل للعلامات التجارية: مارلبورو، بينسون آند هيدجز، وسلفر مينت، فيليب موريس، كازينو، نيكست وL&M. شركة التبغ البريطاني الأمريكي (BAT) كانت تبيع التبغ بالإضافة إلى السجائر. تقاعد اوروجواي في 21 أبريل 2010, عندما تمثل العلامات التجارية: كينت وكول ولاكي سترايك وبال مال.